# Encyrtocephalus albipilum
Encyrtocephalus albipilum är en stekelart som beskrevs av Girault 1931. Encyrtocephalus albipilum ingår i släktet Encyrtocephalus och familjen puppglanssteklar. Inga underarter finns listade i Catalogue of Life.